# Morgan Aero 8
La Morgan Aero 8 è un'automobile cabriolet prodotta dalla britannica Morgan Motor Company dal 2000.

## Sviluppo

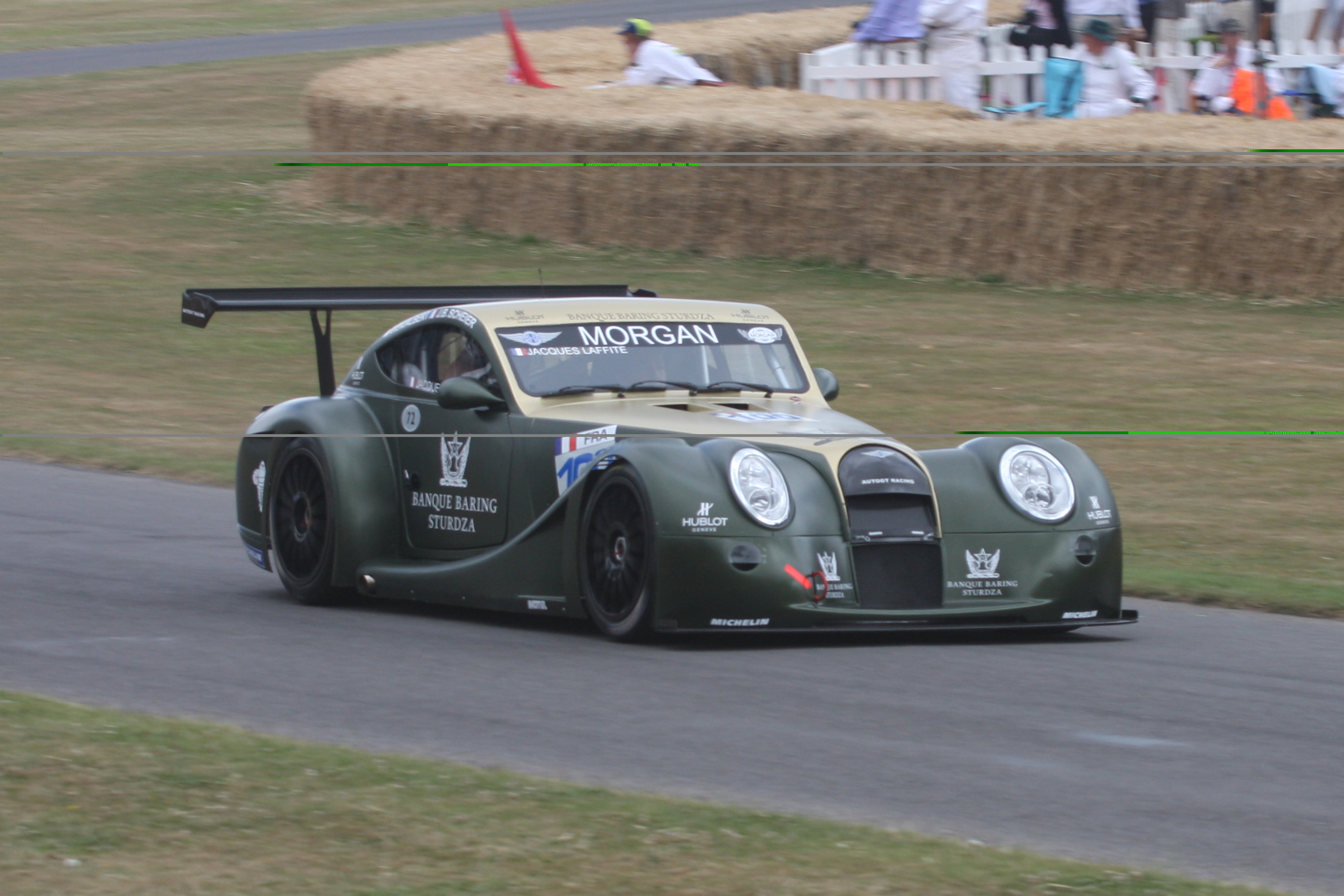
La Morgan Aero 8 GT3

La Aero 8 veste un ruolo particolare nella storia della Morgan, perché è il primo design nuovo dalla Morgan Plus 8 del 1968 ed è anche la prima Morgan con la carrozzeria in alluminio.
È prodotta a mano nella fabbrica di Malvern Link, dove ne vengono prodotte 9 per settimana.
I pannelli della carrozzeria non sono saldati tra loro ma incollati e rivettati per diminuire il peso e garantire al contempo una maggiore rigidità torsionale.
Equipaggiata dapprima da un motore V8 facente parte della famiglia BMW M62 ed in seguito dal BMW N62 da 4398 cm³ di cilindrata erogante una potenza di 333 CV a 6100 giri/min con una coppia massima di 450 Nm a 3600 giri/min, ha una velocità massima di 260 km/h autolimitata, e una accelerazione da 0 a100 km/h in meno di 4,5 s.

## Versioni speciali

### Morgan Aero 8 GTN
La GTN è una versione speciale bicolore della Aero prodotta in 15 esemplari. Il motore è un BMW V8 che eroga 300 CV. Il peso è di 1000 kg. Il cambio è manuale a 6 marce. La velocità massima è di 170 miglia orarie (273,588 km/h), mentre passa da 0 a 100 km/h in 4,3 secondi. Il prezzo è di 72500 sterline. Monta pneumatici 225/40 ZR18.

### Morgan Aero Supersports
La Supersports venne realizzata nel 2010 per commemorare il centenario dalla nascita della casa automobilistica britannica. Il telaio era realizzato impiegando un misto di alluminio e frassino, mentre il propulsore che al equipaggiava era un BMW V8 4.8 dalla potenza di 367 cv.

## Attività sportiva
La Aero 8 ha partecipato alla 24 ore di Le Mans nel 2002 (senza raggiungere il traguardo) e nel 2004 (dove non fu classificata) e al campionato FIA GT, sia ufficialmente che tramite team privati, riscuotendo un buon successo nella stagione 2009.